# Paulo Teixeira (político)
Luiz Paulo Teixeira Ferreira GCMD (Águas da Prata, 6 de maio de 1961) é um professor, advogado e político brasileiro. Filiado ao Partido dos Trabalhadores (PT) desde 1980, é o atual ministro do Desenvolvimento Agrário e Agricultura Familiar do Brasil no governo de Luiz Inácio Lula da Silva.
É graduado em Direito pela Faculdade de Direito da Universidade de São Paulo, mestre em Direito do Estado e irmão do deputado estadual Luiz Fernando Teixeira.

## Carreira política
Pertencente ao do PT, foi subprefeito de São Miguel Paulista, entre 1991 e 1993, na gestão da prefeitura de São Paulo de Luiza Erundina (1989–1992). Elegeu-se, pela primeira vez, como deputado estadual paulista em 1994, sendo reeleito em 1998. Exerceu os cargos de Secretário Municipal de Habitação e Desenvolvimento Urbano do Município de São Paulo (2001–2004) e Diretor-Presidente da Companhia Metropolitana de Habitação de São Paulo - COHAB (2003–2004).[carece de fontes?] Em 2004 foi eleito vereador da cidade de São Paulo. Desde 2007 exerce o mandato de deputado federal pelo estado de São Paulo, eleito consecutivamente em 2006, 2010, 2014, 2018 e 2022. Na Câmara dos Deputados, foi líder do PT na casa em 2011.

### Ministro do Desenvolvimento Agrário
No dia 29 de dezembro de 2022, Teixeira foi anunciado como titular do Ministério do Desenvolvimento Agrário e Agricultura Familiar do Governo Lula, sendo empossado em 1 de janeiro de 2023.
Em junho, o ministro foi promovido pelo presidente Lula ao último grau da Ordem do Mérito da Defesa, a Grã-Cruz suplementar.